# Abitur in Bayern (G8)
Das bayerische Abitur ermöglichte bis zum Jahr 2024 am achtjährigen Gymnasium das Erlangen der allgemeinen Hochschulreife nach erfolgreichem Abschluss der fast zweijährigen Qualifikationsphase und der abschließenden Abiturprüfung. Im Schuljahr 2009/2010 traten die ersten Schüler in die erste „elfte Klasse“, die nach den neuen Rahmenbedingungen organisiert ist, ein. Im Schuljahr 2010/2011 schlossen die ersten Schüler der zwölften Jahrgangsstufe ihr Abitur im neuen System ab.
Das letzte flächendeckende bayerische G8-Abitur fand im Frühjahr 2024 statt. Im Schuljahr 2024/25 wurden letztmals Abiturprüfungen unter G8-Bedingungen durchgeführt: Bayernweit bildeten etwa 100 Gymnasien das sogenannte „Auffangnetz“ für Schüler, die das Abitur 2024 nicht bestanden hatten, sowie für die Schüler des ersten G9-Jahrgangs, die die individuelle Lernzeitverkürzung in Anspruch nahmen oder solche, die im Schuljahr 2022/23 eine Einführungsklasse besucht hatten.
Die allgemeine Hochschulreife kann ebenfalls durch den Besuch eines Kollegs (Gymnasium des Zweiten Bildungsweges) oder nach der 13. Jahrgangsstufe der Beruflichen Oberschule (FOS/BOS) erworben werden – hier, falls ausreichende Kenntnisse einer zweiten Fremdsprache vorhanden sind.

## Verabschiedete Rückkehr zum G9
Nachdem bereits das bayerische Regierungskabinett für eine Rückkehr zum neunjährigen Gymnasium votiert hatte, beschloss am 7. Dezember 2017 auch der bayerische Landtag (mit den Stimmen aller Fraktionen) innerhalb eines Bildungspakets, dass Bayern ab dem Schuljahr 2018/2019 zum neunjährigen Gymnasium zurückkehrt. Zuvor hatte sich am 5. April 2017 die CSU-Fraktion, die im bayerischen Landtag über eine absolute Mehrheit verfügte, auf eine Rückkehr zu G9 geeinigt. Das beschlossene Bildungspaket sah etwa 1000 neue Lehrerstellen für die Gymnasien vor, bei 1800 neuen Lehrerstellen insgesamt. Der Beginn für die Umstellung auf das neunstufige Gymnasium war im September 2018 zeitgleich für die fünften und sechsten Klassen vorgesehen. In den Pilotschulen der Mittelstufe plus konnten die bis September 2016 eingeschulten Schüler in der siebten Klasse weiterhin zum G8 die zusätzliche Klasse 9+ (s. u.) wählen.

## Grundlegende Neuerungen
Im Rahmen der Einführung des achtjährigen Gymnasiums in Bayern, auch verkürzter Bildungsgang oder G8 genannt, wird auch die gymnasiale Oberstufe neu geregelt. Dabei sollen – einem bundesweiten Trend folgend – die Spezialisierungs- und (Ab-)Wahlmöglichkeiten zugunsten einer gestärkten Allgemeinbildung der Schüler eingeschränkt werden – insbesondere in den Bereichen Mathematik, Deutsch und Fremdsprache. Die wichtigste Neuerung gegenüber der bisherigen Kollegstufe besteht in der Abschaffung der Differenzierung zwischen Grund- und Leistungskursen. Ergänzend wählen die Schüler zwei Seminare, durch die Teilaspekte der bisherigen Leistungskurse, etwa die Anfertigung einer Facharbeit, abgedeckt werden.

### Mittelstufe plus
In einem Pilotversuch wurde an 47 bayerischen Gymnasien ab dem Schuljahr 2015/2016 die Mittelstufe plus als zusätzliches Angebot getestet. Dabei wurde die Mittelstufe auf vier Jahre verlängert. Einzelne Fächer wurden dazu aus den Jahrgangsstufen 8, 9 und 10 in die neu geschaffene Jahrgangsstufe 9+ verlegt. Kernfächer wie Deutsch, Mathematik und Fremdsprachen erhielten jeweils drei zusätzliche Wochenstunden, der Lehrstoff dieser Fächer wurde auf vier Jahre verteilt.
Im Durchschnitt wählten zum Pilotbeginn 59 % der Schüler an den teilnehmenden Schulen die Mittelstufe plus.
Der Pilotversuch endete aufgrund der Rückkehr zum neunstufigen Gymnasium in Bayern ab dem Schuljahr 2018/19 (beginnend mit den Jahrgangsstufen fünf und sechs).

## Lehrplan und Aufbau
Der Unterricht soll, wie auch das Gymnasium an sich, allen Schülern eine breite Allgemeinbildung vermitteln. Durch möglichst nachhaltiges Lehren soll die Entwicklung einer reifen und mündigen Persönlichkeit ermöglicht werden. Dies ist die gesellschaftliche Aufgabe des bayerischen Abiturs. Gelehrt wird Grundwissen, Detailwissen und Methodenkompetenz. Zudem soll das Abitur die Studierfähigkeit sichern.
Ein „propädeutisches Seminar“ soll allen Schülern einen Einstieg in die Wissenschaft geben. Dies ist wichtig, damit die Schüler in der Hochschule und im Beruf beginnen können, Wissenschaft zu betreiben. Zudem sind bestimmte Lehrinhalte absichtlich nicht an einen Lehrplan gebunden, damit individuell unterrichtet werden kann, wenn dies dem einzelnen Lehrer pädagogisch sinnvoll erscheint. Der verpflichtende Grundunterricht findet im Klassenverband statt, während die einzelnen wählbaren Fächer in Kursen unterrichtet werden. Die Fächer sollen dabei alle ungefähr auf dem Niveau des ehemaligen Grundkurses sein. Mit der Verpflichtung zu mindestens 132 Halbjahreswochenstunden werden dabei – anders als in manchen anderen Bundesländern – exakt die deutschlandweiten KMK-Vorgaben erfüllt.
Die Oberstufenzeit wird in Halbjahre, auch Semester genannt, eingeteilt und besteht insgesamt aus vier Semestern. Zwei liegen in der 11. und zwei in der 12. Klasse, wobei das letzte Halbjahr prüfungsbedingt besonders kurz ist. Nach Abschluss jedes der drei ersten Halbjahre erhält der Schüler ein informelles Zeugnis. Die der Abiturzeugnisnote zugrundeliegende „Gesamtqualifikation“ setzt sich aus den Benotungen der Semester („Block 1“) und den anschließenden Prüfungen („Block 2“) zusammen.

## Qualifikationsphase
Die Qualifikationsphase umfasst die Schuljahre 11 und 12. In diesen beiden Jahren wird der größte Teil der Abiturnote (bis zu 600 von 900 Punkten) erbracht. Außerdem werden die Schüler in der Qualifikationsphase auf die Abiturprüfung vorbereitet.

### Belegung
Die Unterrichtsfächer gliedern sich in sogenannte Pflichtfächer, Wahlpflichtfächer und Profilfächer. Pflichtfächer (Mathematik, Deutsch, Religion/Ethik, Geschichte+Sozialkunde, Sport) sind verpflichtend zu belegende Fächer, welche, mit Ausnahme der Wahl des Ethik-Unterrichts, keine Wahl ermöglichen und von der gesamten Oberstufe besucht werden müssen. Wahlpflichtfächer ermöglichen eine Entweder-oder-Wahl von Fächern. Profilfächer sind zusätzliche Fächer, die der Schüler aus Interesse oder zur Erfüllung der Belegungspflicht wählen kann. Dies ist meist nötig, wenn keine zweite Fremdsprache gewählt wird und auch kein Additum belegt wird. Auch die Profilfächer müssen für die gewählte Zeit verpflichtend besucht werden. Die Seminare werden auch zu den Profilfächern gezählt, obwohl ihre Wahl wie bei den Wahlpflichtfächern verpflichtend ist. Die Gesamtwochenstundenanzahl aus allen vier Halbjahren muss summiert mindestens 132 betragen.

### Kurswahl
Die verpflichtende Seminar- und Fächerwahl findet noch im Frühjahr – je nach Schule spätestens bis zum 15. April – der 10. Klasse statt. Wenn die Schule nicht in der Lage ist, die vom Schüler gewählte Auswahl zu ermöglichen, ist dies den betroffenen Schülern durch die Oberstufenkoordinatoren mitzuteilen und eine Neuwahl innerhalb einer „angemessenen Frist“ zu ermöglichen. Je nach Schule wird nach dem ersten Jahr noch eine Umwahl ermöglicht. Auf jeden Fall aber kann in Ausnahmefällen in den ersten vier Wochen des 11. und 12. Schuljahres mit Zustimmung des Schulleiters eine Umwahl erfolgen.

### Einbringung
In jedem Halbjahr wird je Fach eine „Halbjahresleistung“ aus den Leistungsnachweisen gebildet. Eine Halbjahresleistung wird mit 0 bis zu 15 Punkten bewertet, wobei 0 das schlechteste und 15 das beste zu erzielende Ergebnis ist. Schriftliche und mündliche Noten werden mit Ausnahme von Sport und Fächern mit Addita im Verhältnis 1:1 gewichtet. Am Ende der Oberstufe werden 40 Halbjahresleistungen gewertet. Dabei müssen bestimmte Mindestvoraussetzungen erfüllt werden. Zur Bildung der Qualifikation aller Semester („Block 1“) werden zuerst die verpflichtenden Halbjahresleistungen eingebracht. Anschließend kann der Rest mit den besten freien Halbjahresleistungen aufgefüllt werden. Pflicht- und Wahlpflichtfächer, die beide Jahre belegt werden, erfordern die Einbringung von mindestens drei der vier Halbjahresleistungen. Pflicht- und Wahlpflichtfächer, die nur ein Jahr belegt werden, erfordern die Einbringung von mindestens einer der zwei Halbjahresleistungen. Eine Ausnahme bildet Sport, da dort in der Regel keine Halbjahresleistung eingebracht werden muss. Abiturfächer verpflichten zur Einbringung aller vier Halbjahresleistungen. Wird nur eine Naturwissenschaft gewählt, so müssen in dieser alle Halbjahresleistungen eingebracht werden. Zusätzlich gibt es die sogenannte Optionsregel, die auch „Joker-Regelung“ genannt wird. Sie ermöglicht es, in zwei Fächern eine verpflichtende Halbjahresleistung durch eine andere Halbjahresleistung zu ersetzen. Von der Optionsregel ausgenommen sind die Abiturfächer, außerdem müssen mindestens vier Halbjahresleistungen in Naturwissenschaften eingebracht werden.

### Punktesystem
Die Bewertung erfolgt in folgendem Punktesystem:
| Punkte | Note in Worten      | Note (mit Tendenz) | Rohpunkte | Notendefinition | Bemerkung |
| ------ | ------------------- | ------------------ | --------- | --- | --- |
| 15     | sehr gut            | 1+                 | 95 %      | Die Leistungen entsprechen den Anforderungen in besonderem Maße. | |
| 14     | sehr gut            | 10                 | 90 %      | Die Leistungen entsprechen den Anforderungen in besonderem Maße. | |
| 13     | sehr gut            | 1−                 | 85 %      | Die Leistungen entsprechen den Anforderungen in besonderem Maße. | |
| 12     | gut                 | 2+                 | 80 %      | Die Leistungen entsprechen den Anforderungen voll. | |
| 11     | gut                 | 20                 | 75 %      | Die Leistungen entsprechen den Anforderungen voll. | |
| 10     | gut                 | 2−                 | 70 %      | Die Leistungen entsprechen den Anforderungen voll. | |
| 9      | befriedigend        | 3+                 | 65 %      | Die Leistungen entsprechen den Anforderungen im Allgemeinen. | |
| 8      | befriedigend        | 30                 | 60 %      | Die Leistungen entsprechen den Anforderungen im Allgemeinen. | |
| 7      | befriedigend        | 3−                 | 55 %      | Die Leistungen entsprechen den Anforderungen im Allgemeinen. | |
| 6      | ausreichend         | 4+                 | 50 %      | Die Leistungen weisen zwar Mängel auf, entsprechen aber im Ganzen noch den Anforderungen.                                                                                                | |
| 5      | ausreichend         | 40                 | 45 %      | Die Leistungen weisen zwar Mängel auf, entsprechen aber im Ganzen noch den Anforderungen.                                                                                                | |
| 4      | schwach ausreichend | 4−                 | 40 %      | Die Leistungen weisen Mängel auf und entsprechen den Anforderungen nur noch mit Einschränkungen.                                                                                         | defizitärer Bereich |
| 3      | mangelhaft          | 5+                 | 33 %      | Die Leistungen entsprechen den Anforderungen nicht, lassen jedoch erkennen, dass die notwendigen Grundkenntnisse vorhanden sind und die Mängel in absehbarer Zeit behoben werden können. | defizitärer Bereich |
| 2      | mangelhaft          | 50                 | 27 %      | Die Leistungen entsprechen den Anforderungen nicht, lassen jedoch erkennen, dass die notwendigen Grundkenntnisse vorhanden sind und die Mängel in absehbarer Zeit behoben werden können. | defizitärer Bereich |
| 1      | mangelhaft          | 5−                 | 20 %      | Die Leistungen entsprechen den Anforderungen nicht, lassen jedoch erkennen, dass die notwendigen Grundkenntnisse vorhanden sind und die Mängel in absehbarer Zeit behoben werden können. | defizitärer Bereich |
| 0      | ungenügend          | 60                 | 0 %       | Die Leistungen entsprechen den Anforderungen nicht und selbst die Grundkenntnisse sind so lückenhaft, dass die Mängel in absehbarer Zeit nicht behoben werden können.                    | Wird ein einziges Prüfungsfach mit null Notenpunkten bewertet, gilt der gesamte Prüfungsteil bereits als nicht bestanden. |

Quelle: 

### Mindestvoraussetzungen
Um zum letzten Halbjahr und zur Abiturprüfung zugelassen zu werden, gelten bestimmte Mindestvoraussetzungen, die in der Qualifikationsphase erfüllt werden müssen.
- In jedem einzubringenden Fach, auch in den Seminaren, der Seminararbeit und in der Seminarpräsentationsnote, müssen mehr als 0 Punkte erreicht werden.[17]

⇒ In jedem Fach, das ein Schüler belegt, muss er pro belegtes Halbjahr mindestens einen Belegungspunkt erzielen. Dies bedeutet, dass er auch in Sport mindestens einen Punkt erzielen muss, auch wenn er das Fach nicht einbringen möchte.
- In beiden Seminaren einschließlich der Seminararbeit müssen mindestens 24 der 90 möglichen Punkte (6 Halbjahresleistungen) erreicht werden.[18]

⇒ Mindestdurchschnittspunktezahl in den Seminaren: 4
- Die meisten Halbjahresleistungen, exakt 32 der 40, müssen mit 5 Punkten oder mehr eingebracht worden sein.[19]

⇒ Damit sind in den eingebrachten Leistungen 8 Unterpunktungen möglich.
- In den zwei Halbjahresleistungen eines P-Seminars oder in den zwei Halbjahresleistungen der W-Seminararbeit müssen mindestens 9 Punkte erzielt werden.[20]

⇒ Damit müssen jeweils in einem P-Seminar und mittels einer Seminararbeit also mindestens einmal 4 Punkte und einmal 5 Punkte oder vergleichbares als Halbjahresleistung erreicht werden.
- In den wichtigen Allgemeinbildungsfächern Deutsch und Mathematik sowie der ersten Fremdsprache werden mindestens 48 von 180 möglichen Punkten (12 Halbjahresleistungen) vorausgesetzt.[21]

⇒ Mindestdurchschnittspunktezahl in Deutsch, Mathematik und der ersten Fremdsprache: 4
- In allen fünf Abiturprüfungsfächern müssen zusammen 100 Punkte der möglichen 300 Punkte (bei 20 Halbjahresleistungen) geleistet werden.[22]

⇒ Mindestdurchschnittspunktezahl in allen Abiturfächern: 5
- Insgesamt müssen die 40 einzubringenden Halbjahresleistungen mindestens 200 Punkte ergeben.[23]

⇒ Mindestdurchschnittspunktezahl in allen einzubringenden Leistungen: 5

### Fächer
| Fach                                                                     | Wochenstunden     | Wochenstunden                          | Einbringung (Halbjahresleistungen)          |
| Fach                                                                     | Q11               | Q12                                    | Einbringung (Halbjahresleistungen)          |
| Pflichtfächer                                                            | Pflichtfächer     | Pflichtfächer                          | Pflichtfächer                               |
| ------------------------------------------------------------------------ | ----------------- | -------------------------------------- | ------------------------------------------- |
| Deutsch                                                                  | 4                 | 4                                      | 4                                           |
| Mathematik                                                               | 4                 | 4                                      | 4                                           |
| Religionslehre oder Ethik                                                | 2                 | 2                                      | 3–4                                         |
| Geschichte und Sozialkunde                                               | 2+1               | 2+1                                    | 3–4                                         |
| oder Sozialkunde zweistündig                                             | 2                 | 2                                      | 3–4                                         |
| Sport                                                                    | 2                 | 2                                      | 0–3 (bei Abi 4)                             |
| Wahlpflichtfächer                                                        |                   |                                        |                                             |
| Fortgeführte Fremdsprache                                                | 4                 | 4                                      | 4                                           |
| Erste Naturwissenschaft (Biologie, Chemie oder Physik)                   | 3                 | 3                                      | 3–4 (ohne Nw2 4)                            |
| Zweite Naturwissenschaft oder weitere Fremdsprache oder Informatik (NTG) | 3 (bei Sprache 4) | nicht verpflichtend: 3 (bei Sprache 4) | 1–4                                         |
| Geographie oder Wirtschaft und Recht                                     | 2                 | 2                                      | 3–4                                         |
| Kunst oder Musik                                                         | 2                 | 2                                      | 3–4                                         |
| Profilfächer                                                             |                   |                                        |                                             |
| Wissenschaftspropädeutisches Seminar (mit Seminararbeit)                 | 2                 | 12/1: 2, 12/2: 0                       | 4                                           |
| Projekt-Seminar zur Studien- und Berufsorientierung                      | 2                 | 12/1: 2, 12/2: 0                       | 2                                           |
| Additum in Musik, Kunst oder Sport                                       | 2                 | 2                                      | – (Sportadditum 1:1 in Sportnote enthalten) |
| Weitere Fächer aus dem Wahlpflichtbereich oder Zusatzangebot             | je 2 bis 4        | je 2 bis 4                             | 0–2 (nur 11.) / 0–3 (11. u. 12.)            |
| Belegungs- und Einbringungspflicht                                       | 66                | 66                                     | 40                                          |

Alle Abiturfächer müssen beide Jahre belegt werden und sämtliche dort erbrachten Halbjahresleistungen eingebracht werden. Aufgrund einiger missverständlicher Erklärungen bzgl. der Einbringungen bei der Wahl der fortgeführten Informatik als Abiturfach sei hier besonders hervorzuheben, dass diese nicht als 2. Naturwissenschaft angesehen wird, was zur Folge hat, dass die erste Naturwissenschaft mit verpflichtenden vier (statt drei) Einbringungen zu belegen ist. Dies hat zur Folge, dass sich bei der Wahl von Informatik als Abiturfach die Anzahl der Profileinbringungen, die noch frei zu wählen sind, reduziert.

#### Profilfächer
Im Profilbereich können zusätzliche Fächer aus dem Angebot der Schule gewählt werden wie z. B. Instrumentalensemble (früherer Grundkurs Orchester), Vokalensemble (früherer Grundkurs Chor), darstellendes Spiel (Theater), Psychologie, fremdsprachige Konversationen oder Fotografie. Beispielsweise könnte ein Schüler „Englische Konversationen“ in einem Jahr belegen, um sich besser auf die mündliche Englisch-Abiturprüfung vorbereiten zu können. Zu beachten ist, dass „Angewandte Informatik“ nicht von Schülern des Naturwissenschaftlich-technologischen Gymnasium gewählt werden kann.
Es muss in einer fortgeführten Fremdsprache Abitur abgelegt werden.

#### Seminare
Im G8 gibt es im Gegensatz zum G9 keine Leistungskurse mehr. An deren Stelle treten zwei Seminare, die jeweils zweistündig besucht werden und die mit dem Ausbildungsabschnitt 12/1 enden. Die Seminare werden einem oder mehreren Leitfächern zugeordnet, sind jedoch völlig unabhängig von diesen wählbar. Jedes Seminar umfasst nach bisheriger Planung etwa 15 Schüler; es ist aber absehbar, dass Seminare auch mit 12 Schülern eingerichtet werden und bis zu 20 Schüler enthalten. Die beiden Seminare sind:
Wissenschaftspropädeutisches Seminar (W-Seminar)
Der Schüler bearbeitet ein Thema aus einem bestimmten Fachbereich und fertigt dazu eine Seminararbeit an. Diese Seminararbeit ist zu vergleichen mit der Facharbeit im G9. Der Schüler wählt dabei ein Thema aus dem Rahmenthema des Seminars aus und bearbeitet dieses. Neu dabei ist, dass die bisherigen Ergebnisse dem Rest der Teilnehmer vorgestellt und besprochen werden.
Bis zum Ende des ersten Halbjahres wird mit Einverständnis des Lehrers das Thema der Seminararbeit gewählt. In modernen Fremdsprachen ist sie eventuell auch in der jeweiligen Fremdsprache zu schreiben. Spätester Abgabetermin ist der 2. Unterrichtstag im November der Jahrgangsstufe 12. Der Schüler muss die Arbeit präsentieren und erläutern und auch Fragen des Lehrers beantworten. Gruppenarbeiten sind möglich. Dabei erhält aber auch jeder Schüler eine individuelle Bewertung.
Projekt-Seminar (P-Seminar)
Die Schüler beschäftigen sich in Projektarbeit in der Gruppe mit einem (interdisziplinären) Thema, das aus der wissenschaftlichen oder beruflichen Praxis stammt. Das Seminar steht im Zusammenhang mit der Unterstützung der Schule bei der Studien- und Berufswahl. Das P-Seminar kann von der Schule mit externen Partnern gestellt werden.
Im P-Seminar müssen mindestens zwei mündliche Noten (z. B. Projektbeiträge) den zwei Halbjahresleistungen zu Grunde liegen.

#### Additum
Die schriftliche Musik- und Kunstabiturprüfung (nicht die mündliche) sowie die mündliche und schriftliche Sportprüfung verpflichtet den Schüler, zusätzlich zum regulären Unterricht ein sogenanntes Additum (zusätzliche Unterrichtsstunden) zu belegen, das wären: Bildnerische Praxis (Kunst), Sporttheorie (Sport) (jeweils zwei Wochenstunden) und Instrumentspiel (gegebenenfalls Gesang) (Musik). Ein Additum kann nicht ohne die jeweilige Abiturprüfung gewählt werden. Die Teilnahme an einem Additum setzt beim jeweiligen Fach mindestens die Note 3 im Zwischenzeugnis der 10. Klasse voraus, außerdem sind in Musik angemessene Fertigkeiten im Spiel eines anerkannten Musikinstruments, gegebenenfalls Gesang, nachzuweisen. Ein großes Problem des Additum ist, dass es selbst an großen Schulen aufgrund zu geringer Teilnehmerzahl manchmal nicht zustande kommt oder bei Wahl des Additums keine Fächer mehr aus dem Profilbereich zugewählt werden können.

## Abiturprüfung
Die Abiturprüfung besteht aus fünf Fächern, von denen drei schriftlich und zwei mündlich (Kolloquium) geprüft werden. Schriftliche und mündliche Prüfung werden gleich gewichtet. Gewählt werden können nur Fächer, die beide Jahre belegt werden. Bei Prüfungen, die ein Additum erfordern, wird die Wahl des (ansonsten frei wählbaren) dritten schriftlichen Prüfungsfaches schon in der 10. Klasse festgelegt. Die verbindliche Wahl des dritten schriftlichen Abiturfaches erfolgt in der 12. Klasse spätestens bis zum 31. Januar. Spätestens sechs Wochen vor Beginn der schriftlichen Abiturprüfung müssen die mündlichen Prüfungsfächer gewählt sein.

### Prüfungsfächer
| Fach                                                                | Prüfungsart                             |
| ------------------------------------------------------------------- | --------------------------------------- |
| Deutsch                                                             | schriftlich                             |
| Mathematik                                                          | schriftlich                             |
| Fortgeführte Fremdsprache                                           | 1× schriftlich 2× mündlich (Kolloquium) |
| Gesellschaftswissenschaftliches Fach                                | 1× schriftlich 2× mündlich (Kolloquium) |
| weiteres Fach nach Wahl (kein gesellschaftswissenschaftliches Fach) | 1× schriftlich 2× mündlich (Kolloquium) |

- Gesellschaftliche Fächer: Geschichte, Geschichte+Sozialkunde, Geographie, Wirtschaft und Recht, Religionslehre oder Ethik, gegebenenfalls Wirtschaftsinformatik (Wirtschaftsgymnasium), gegebenenfalls Sozialkunde[39], gegebenenfalls sozialwissenschaftliche Arbeitsfelder[40][41]
- Weitere mögliche Abiturfächer: Physik, Chemie, Biologie, fortgeführte Informatik (NTG), weitere Fremdsprache (neu einsetzende nur mündlich[42]), Kunst, Musik oder Sport

### Schriftliche Prüfung
Die schriftliche Prüfung wird zentral durch das Kultusministerium erstellt. Der Fachausschuss kann möglicherweise eine Auswahl zwischen verschiedenen Themen vornehmen, wenn dies vom Kultusministerium ermöglicht wird. Die Arbeitszeit ist je nach Fach unterschiedlich. In Kunst (300 Minuten) und Deutsch (315 Minuten) ist sie am längsten.
Aufgrund der Corona-Pandemie und dem damit einhergegangenem Distanzunterricht, werden aktuell bis zum Abiturjahrgang 2023 teils Themen von den schriftlichen Prüfungen ausgeschlossen und Zeitzuschläge gewährt. Die maximale Zeitverlängerung beträgt 30 Minuten.
| Englisch, Französisch, Italienisch, Russisch und Spanisch   | 315 Minuten (inklusive 30 Minuten Hörverständnisaufgaben) |
| Altsprachen: Latein oder Altgriechisch                      | 240 Minuten                                               |
| Nichtlehrplanmäßige, aber trotzdem genehmigte Fremdsprachen | 180 Minuten                                               |
| Kunstprüfung                                                | 300 Minuten                                               |
| Musikprüfung                                                | 30 Minuten Vorspiel und 210 Minuten Theorie               |
| Geschichte und Sozialkunde (gemeinsame Prüfung)             | 210 Minuten                                               |
| Geschichte (allein)                                         | 210 Minuten                                               |
| Geographie, Wirtschaft und Recht, Religionslehre und Ethik  | 210 Minuten                                               |
| Sozialkunde (WSG)                                           | 210 Minuten                                               |
| Mathematik                                                  | 270 Minuten                                               |
| Deutsch                                                     | 315 Minuten                                               |
| Biologie, Chemie, Physik, Informatik und Sport              | 180 Minuten                                               |

Beim Deutschabitur wählt der Prüfling eine von fünf Aufgaben aus. In Aufgabe 1 muss dabei immer ein Gedicht erschlossen werden, in Aufgabe 2 ein Dramenausschnitt und in der dritten Aufgabe ein erzählender Text. Zusätzlich soll das vorliegende Werk mit einem beliebigen anderen, nicht gestellten, literarischen Text verglichen werden. Aufgabe 4 verlangt das materialgestützte Verfassen eines informierenden Texts und Aufgabe 5 textbezogenes Argumentieren. Dabei kann das Schreiben eines Vortrages, eines Kommentars, einer Erörterung oder ähnlichen verlangt werden. Zusätzlich sollte bei Aufgabe 5 vorher der gegebene Sachtext analysiert werden.
Das Abitur in Mathematik ist in zwei Prüfungsteile (A und B) aufgeteilt. Für Teil B sind Hilfsmittel (Taschenrechner und Formelsammlung sowie ein Tafelwerk zur Stochastik) zugelassen. Beide Prüfungsteile sind wiederum in die Bereiche Analysis, Stochastik und Geometrie aufgeteilt, wobei Analysis ab 2020 im A-Teil im Verhältnis 4-1-1 und im B-Teil im Verhältnis 1,6-1-1 zu den zwei anderen Stoffgebieten steht. Die zeitliche Verteilung entspricht 70 Minuten für den A-Teil und 200 Minuten für den B-Teil. Dabei kann bereits während der Zeit des A-Teils mit der Bearbeitung des B-Teils begonnen werden, wobei die Hilfsmittel allerdings noch nicht genutzt werden dürfen. Für alle Bereiche werden jeweils zwei Aufgabengruppen bereitgestellt, von denen die zu bearbeitende vorher vom Prüfungsausschuss ausgewählt wird. Dabei muss in Teil A und B für den jeweiligen Bereich die gleiche Aufgabengruppe bestimmt werden (Beispiel: Analysis 2, Stochastik 1 und Geometrie 2 in beiden Teilen).
In den modernen Fremdsprachen (Englisch, Französisch, Italienisch, Russisch und Spanisch) ist ein zusätzlicher mündlicher Prüfungsteil von 20 Minuten im letzten Halbjahr vorgeschrieben, welcher möglichst zusammen mit einem Partner oder in der Gruppe durchgeführt wird. Die schriftliche Prüfung setzt sich dann aus einem kleinen Hörverstehensteil (A), drei Textaufgaben (B), dem Verfassen eines Kommentars oder der Analyse einer Karikatur o. ä. (C) und einer Sprachmittlung (D) zusammen.
In der gemeinsamen Prüfung von Geschichte und Sozialkunde kann aus vier Prüfungen gewählt werden, die alle Aufgaben aus beiden Bereichen enthalten. Die Kunstprüfung setzt sich aus einem theoretischen und einem praktischen Teil zusammen. In Sport wird im letzten Halbjahr eine zusätzliche praktische Prüfung abgelegt.
Eine Toilettenregelung ist indirekt festgelegt. Das Verlassen des Prüfungsraums ist mit Erlaubnis einer beaufsichtigenden Lehrkraft für genau einen Schüler gestattet. Wie bei nicht zurückkehrenden Schülern zu verfahren ist, ist nicht festgelegt.

#### Mündliche Zusatzprüfung
Zusätzlich dazu kann bei jedem schriftlichen Abiturfach noch auf schriftlichen Antrag hin eine mündliche Zusatzprüfung abgehalten werden, entweder auf Anordnung des Prüfungsausschusses, um die Abiturprüfung zu bestehen, oder freiwillig zur Notenverbesserung. Sie umfasst einen Vortrag wie im Kolloquium, ermöglicht auch eine Schwerpunktbildung, dauert allerdings in der Regel nur 20 Minuten und die Vorbereitungszeit beträgt ebenfalls nur 20 Minuten. Das Punktgewicht der mündlichen Zusatzprüfung zählt im Verhältnis zur schriftlichen Prüfung wie 1:2.

### Kolloquium
Das Kolloquium stellt eine mündliche Leistungserhebung dar, die durch den unterrichtenden Lehrer und einen Beisitzer, der das geprüfte Fach ebenfalls unterrichtet, durchgeführt wird. Jeder Schüler wird einzeln geprüft. Einige Wochen vor den Prüfungen teilen die jeweiligen Kurslehrer die Themenbereiche zum Kolloquium mit. Dabei wird der gesamte Unterrichtsstoff in die vier Halbjahre aufgeteilt, die wiederum in mindestens drei Themenbereiche gegliedert werden. Der Schüler kann daraufhin eines der ersten beiden Halbjahre ausschließen. Zu diesen Themenbereichen werden dann in der Prüfung keine Fragen gestellt. Aus den verbleibenden Halbjahren erklärt der Schüler einen Themenbereich zu seinem Prüfungsschwerpunkt. Zum Schwerpunkt wird dem Prüfling zu Prüfungsbeginn schriftlich eine Aufgabe mitgeteilt, die er 30 Minuten unter Aufsicht vorbereiten kann. Bei dieser Vorbereitung erhalten die Schüler in den modernen Fremdsprachen Informationsmaterial in Form von gedruckten oder auch gesprochenen Texten. Die darauf folgende Prüfung dauert ebenfalls 30 Minuten: Zuerst hält der Schüler ungefähr 10 Minuten einen Vortrag zur gegebenen Aufgabe aus seinem Schwerpunkt. Danach werden ca. 5 Minuten lang weitere Fragen, meist nur zum Schwerpunktthema, gestellt, und anschließend, in den letzten etwa 15 Minuten, zu Themen aus den zwei weiteren Halbjahren. Bei „experimentell“ zu bearbeitenden Themen wird die Vorbereitungszeit auf ganze 120 Minuten erweitert.  In der Regel findet das Kolloquium unmittelbar nach den Pfingstferien statt.

### Wertung
Bei jeder der 5 Prüfungen können maximal 60 Punkte erreicht werden. Das Ergebnis der schriftlichen Abiturprüfungen (0 bis 15 Punkte) wird vierfach gewertet, das der beiden mündlichen besteht aus vier Einzelnoten. Bei der schriftlichen Prüfung in einer modernen Fremdsprache wird der schriftliche Teil fünffach, der mündliche Teil einfach gewichtet. Wird nach den regulären Abiturprüfungen noch eine mündliche Zusatzprüfung abgelegt, so wird der bereits geleistete Teil 2 zu 1 zum mündlichen Zusatzteil gewichtet.
- In der Abiturprüfung müssen mindestens 100 Punkte erreicht werden. Maximal können 300 Punkte erreicht werden.
- In keinem Fach dürfen weniger als 4 Punkte erreicht werden, nachdem sie vierfach gewertet wurden.
- In den Fächern Mathematik, Deutsch und fortgeführte Fremdsprache müssen in einem Fach mindestens 20 von 60 möglichen Punkten und in einem weiteren Fach mindestens 16 von 60 möglichen Punkten erreicht werden.

## Benotung des Abiturs
Die Abiturzeugnisnote wird im G8 wie folgt bestimmt. Bei insgesamt mindestens 300 Punkten gilt es als bestanden.
| Qualifikationsphase | max. 600 Punkte |
| Abiturprüfung       | max. 300 Punkte |
| Abiturzeugnis       | max. 900 Punkte |

| Punkte  | Note | Punkte  | Note | Punkte  | Note | Punkte | Note |
| ------- | ---- | ------- | ---- | ------- | ---- | ------ | ---- |
| 900–823 | 1,0  | 660–643 | 2,0  | 480–463 | 3,0  | 300    | 4,0  |
| 822–805 | 1,1  | 642–625 | 2,1  | 462–445 | 3,1  |        |      |
| 804–787 | 1,2  | 624–607 | 2,2  | 444–427 | 3,2  |        |      |
| 786–769 | 1,3  | 606–589 | 2,3  | 426–409 | 3,3  |        |      |
| 768–751 | 1,4  | 588–571 | 2,4  | 408–391 | 3,4  |        |      |
| 750–733 | 1,5  | 570–553 | 2,5  | 390–373 | 3,5  |        |      |
| 732–715 | 1,6  | 552–535 | 2,6  | 372–355 | 3,6  |        |      |
| 714–697 | 1,7  | 534–517 | 2,7  | 354–337 | 3,7  |        |      |
| 696–679 | 1,8  | 516–499 | 2,8  | 336–319 | 3,8  |        |      |
| 678–661 | 1,9  | 498–481 | 2,9  | 318–301 | 3,9  |        |      |

Beispielrechnung: Ein Schüler hat in der Qualifikationsphase 40 mal die Note 2, also 11 Punkte, eingebracht: Das ergibt 440 Punkte. In den 5 Abiturprüfungen hat er auch je 11 Punkte erreicht. 11 Punkte mal vierfache Wertung mal 5 Prüfungen ergibt 220 Punkte. Er erhält ein Zeugnis mit 660 Punkten, also eine 2,0.

## Übergangsphase
Mit der Einführung des achtjährigen Gymnasiums 2004 wurde in Bayern auch eine Neugestaltung der gymnasialen Oberstufe notwendig. Dazu wurde 2007 die Gymnasiale Schulordnung (GSO) um neue Regelungen ergänzt. Man nahm die Umstellung als Anlass das Oberstufensystem zu erneuern und organisierte den Lehrplan neu. Für Schüler des letzten G9-Jahrganges galten besondere Sonderregelungen, damit sie das Abitur leichter bestehen, und auch nicht in das G8-System fallen. 2004 wurden sowohl die sechsten Klassen, die ein Jahr G9 hinter sich hatten, als auch die neuen fünften Klassen im neuen System unterrichtet. Damit fanden 2011 gleichzeitig das erste G8- und das letzte G9-Abitur statt. Zur besseren Organisation fanden die Prüfungen zeitversetzt statt: die G9-Prüfung im Frühjahr und die G8-Prüfung im Sommer. Den Universitäten wurde zusätzliches Geld für Studienplätze zur Verfügung gestellt, um den Doppeljahrgang zu bewältigen. Diese neuen Studienplätze reichten allerdings nicht aus, um doppelt so viele Studenten aufzunehmen, sodass die Aufnahme- und Lehrbedingungen an den Universitäten vorübergehend verschärft wurden.

## Kritik
Die neue gymnasiale Oberstufe wird in den Medien als „Turbo-Abi“ bezeichnet. Allgemein wird der erhöhte Leistungsdruck kritisiert. Ludwig Spaenle (CSU) erklärte im Februar 2010, dass das Kultusministerium die Halbjahreszeugnisse der 11. Klassen untersuchen werde, um einen möglichen Leistungsabfall zu entdecken. Hierbei ist jedoch zu beachten, dass kein konkreter Leistungsabfall entdeckt werden wird, da mündliche und schriftliche Prüfungen nun 1:1 gewichtet werden. Vorher war die Gewichtung von mündlich und schriftlich 1:2. Diese Änderung steuert einem erkennbaren Leistungsabfall entgegen. D.h. die Schüler liefern zwar schlechtere Ergebnisse bei schriftlichen Aufgaben, können dies jedoch durch Mitarbeit im Unterricht oder Referate ausgleichen. Im Februar 2010 fanden in Bayern Demonstrationen tausender Schüler, vor allem der 11. Klasse, gegen die Belastung der neuen gymnasialen Oberstufe statt.
Die Freien Wähler Bayern initiierten 2014 ein Volksbegehren, das die künftige Wahlfreiheit zwischen G8 und G9 forderte, wobei die genaue Ausgestaltung der längeren Schulzeit nicht identisch sein sollte mit dem alten G9. Nach der Zulassung des Volksbegehrens durch das bayerische Innenministerium fand die zweite Phase vom 3. bis 16. Juli 2014 statt, in der sich mindestens 10 % der Wahlberechtigten in den Rathäusern in Unterschriftenlisten hätten eintragen müssen. Laut der Landeswahlleiterin trugen sich 2,9 % der Stimmberechtigten ein, so dass das Volksbegehren scheiterte.